# Incidente del Mar delle Filippine del 1965
L'incidente del Mar delle Filippine del 1965 è stato incidente aereo e nucleare avvenuto il 5 dicembre 1965, che vide coinvolto un aereo da attacco al suolo Douglas A-4E Skyhawk, il quale cadde dalla portaerei USS Ticonderoga, che incrociava nel Mar delle Filippine, causando la morte del pilota e la perdita di un bomba B43, un ordigno termonucleare in grado di liberare una potenza compresa tra i 70 e i 1 000 chilotoni, a seconda della versione.

Né l'aereo, né il pilota, né la bomba furono mai recuperati.

## L'incidente

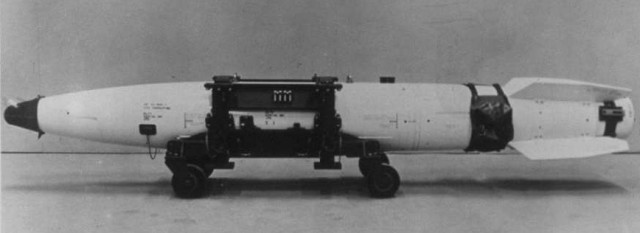
Un bomba nucleare a caduta modello B43 come quella smarrita durante l'incidente del Mar delle Filippine del 1965.

Il 5 dicembre 1965, 31 giorni dopo aver lasciato la base navale di Subic Bay, nelle Filippine, la portaerei statunitense USS Ticonderoga, impegnata nella guerra del Vietnam, stava incrociando nel Mar delle Filippine a circa 68 km di distanza dall'isola di Kikaijima, appartenente alla prefettura giapponese di Kagoshima, con a bordo la Carrier Air Wing Five, una squadra aerea di cui facevano parte due squadroni di A-4E Skyhawk, tra cui lo squadrone d'attacco VA-56, a cui apparteneva l'aereo pilotato dal tenente della marina Douglas M. Webster.

Durante il rullaggio dell'aereo dall'hangar n°2 al ponte di volo, da dove Webster avrebbe dovuto decollare per compiere un volo di prova con a bordo un'arma nucleare per poi tornare sulla portaerei, nello spostare il velivolo dalla piattaforma di sollevamento n°2 al ponte, il pilota non avrebbe notato i molti richiami che, secondo quanto emerso dalle testimonianze udite dalla commissione d'inchiesta creata in seguito all'incidente, l'equipaggio gli stava lanciando, andando invece a finire oltre il bordo della piattaforma, sfondandone le reti di sicurezza e infine precipitando in mare, in un punto in cui il fondale giace a circa 4900 metri di profondità.
Sebbene la maggior parte delle fonti riporti il coinvolgimento nell'incidente di una sola arma nucleare, un documento redatto dai laboratori nazionali di Los Alamos ha indicato che le armi coinvolte furono in realtà due.

## Rivelazione
La commissione per l'energia atomica portò l'incidente all'attenzione del Congresso già l'anno successivo, nel corso di un rapporto in cui veniva analizzato l'alto numero di incidenti nucleari con codice Broken Arrow registrati fino ad allora. Nel 1981, il Pentagono ammise per la prima volta l'esistenza dell'incidente, affermando però che fosse accaduto a circa 800 km dalle coste giapponesi..
Fu quindi soltanto nel 1989 che, grazie a un articolo del Newsweek, l'opinione pubblica venne a conoscenza dello smarrimento di un'arma termonucleare completamente funzionante a meno di 100 km di distanza dalle coste nipponiche.
Tale incidente fu inoltre il primo caso in cui si ebbe la perdita di un simile ordigno funzionante, se si esclude lo smarrimento di una bomba termonucleare Mark 15 avvenuto il 5 febbraio 1958 nelle acque di fronte a Tybee Island, una cittadina statunitense della Georgia, in seguito a una collisione aerea che coinvolse il bombardiere B-47 Stratojet che trasportava l'arma. Mentre nel primo caso, infatti, la piena funzionalità della bomba è stata dichiarata, nel caso dell'incidente di Tybe Island l'aeronautica statunitense ha sempre dichiarato che la bomba non avrebbe mai potuto portare a un'esplosione nucleare, essendo di fatto dotata di un nocciolo finto, sebbene alcuni dubbi siano stati sollevati in seguito a una testimonianza resa al Congresso nel 1966 da W. J. Howard, vice segretario alla difesa, in cui l'uomo affermò che la Mark 15 sganciata a Tybee Island era un'arma del tutto funzionante.
In seguito alla rivelazione del suddetto articolo e alla reale ubicazione dell'incidente, il Giappone emanò una formale richiesta diplomatica atta a ricevere tutti i dettagli sull'accaduto. In particolare, la stampa nipponica si rivelò particolarmente critica con gli Stati Uniti d'America, sollevando dubbi sul fatto che le navi americane che avevano transitato attraverso porti giapponesi durante la guerra del Vietnam, e più in generale durante tutta la Guerra Fredda, avrebbero potuto trasportare armi nucleari in territorio giapponese senza aver richiesto preventiva autorizzazione. Se l'A-4 Skyhawk non fosse caduto dalla USS Ticonderoga, la portaerei avrebbe infatti trasportato un'arma nucleare nel porto giapponese di Yokosuka, verso cui era diretta, senza averlo preventivamente comunicato. Ignorando quest'ultimo punto, il governo statunitense rispose nel merito dell'incidente, affermando che esso era avvenuto in acque internazionali e che, non essendo stata progettata per resistere alle pressioni presenti alla profondità a cui è finita assieme all'aereo, la bomba era andata sicuramente distrutta ed ogni pericolo di detonazione era venuto meno. Ciò aveva sicuramente provocato la fuoriuscita del materiale radioattivo in essa contenuto, il cui impatto ambientale, considerando la profondità e la distanza dal Giappone a cui si trova, è comunque da ritenersi, sempre secondo il governo a stelle e strisce, minimo. Ritenendosi soddisfatto delle spiegazioni ricevute, il governo giapponese ritenne di non dover procedere oltre.